# Alewtyna Kachidse

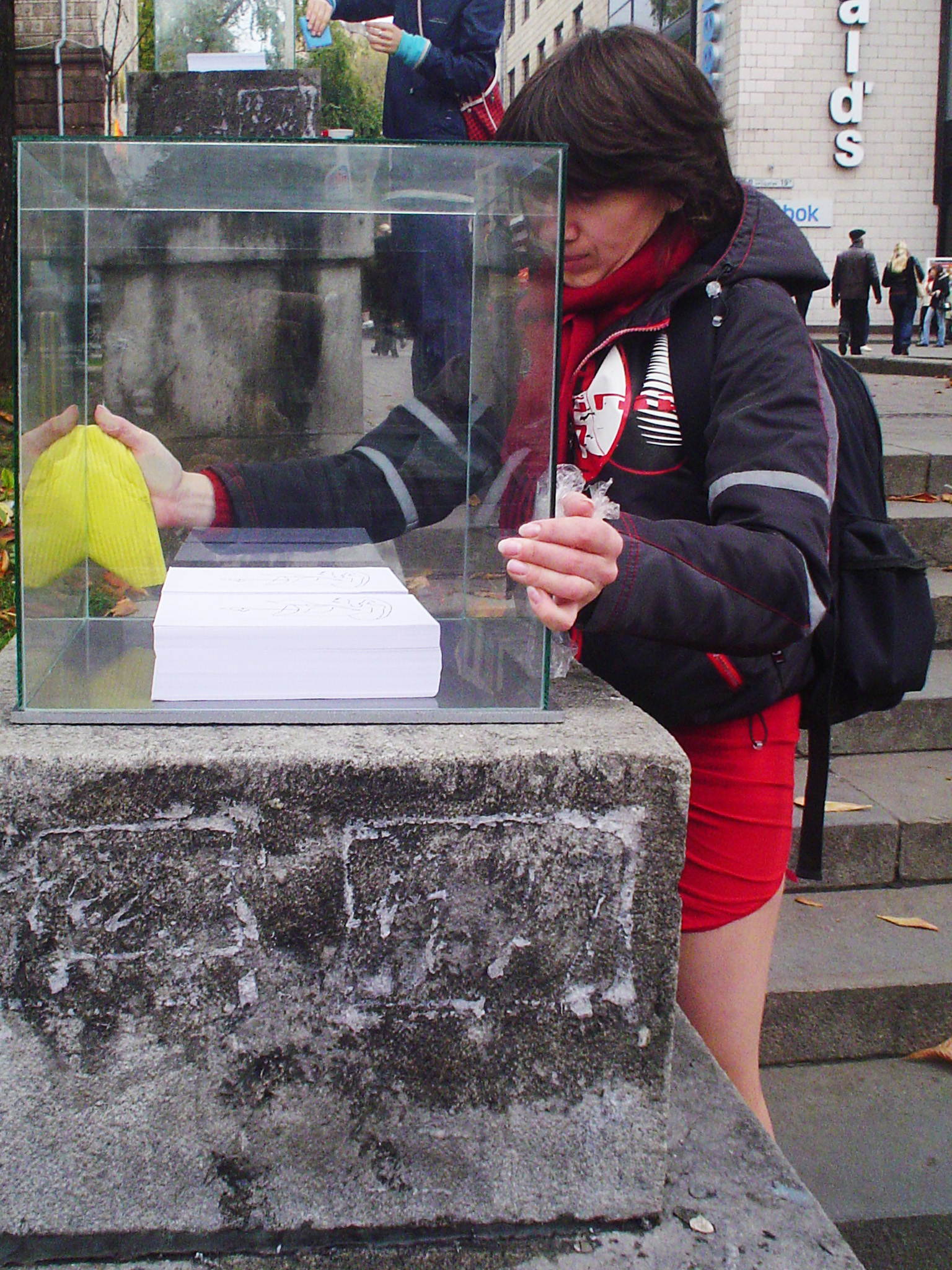
Kachidse mit einem Projekt auf der Chreschtschatyk-Straße in Kiew 2007

Alewtyna Tomasiwna Kachidse (ukrainisch Алевтина Томазівна Кахідзе, wiss. Transliteration Alevtyna Tomasivna Kachidse, von der Künstlerin selbst gebrauchte Transliteration Alevtina Kakhidze; * 16. März 1973 in Schdaniwka, Region Donezk) ist eine ukrainische Künstlerin. Bekannt geworden ist sie unter anderem durch ihre Performance bei der Manifesta 10, die sich mit dem Konflikt in der Ostukraine befasst. Sie lebt und arbeitet in Muzychi, einem Dorf unweit von Kiew. Dort betreibt sie auch das von ihr gegründete Residency-Programm The Muzychi Expanded History Project.

## Leben und Werk
Kachidse wuchs in der Bergbauregion Donezk auf und studierte bis 2004 in Kiew an der Nationalen Akademie der Bildenden Künste und Architektur und anschließend an der Jan van Eyck Academie in Maastricht.
Die Künstlerin trug 2014 auf der von Kasper König kuratierten Manifesta 10 in St. Petersburg eine Arbeit bei sowie auch zur Moskau Biennale 2015.
Kachidse ist Konzeptkünstlerin, deren Arbeiten sich mit den Themen Konsum, Geschlecht und Macht befassen. Sie setzt sich in ihren Werken mit gesellschaftspolitischen Veränderungen und der postsowjetischen Realität der Ukraine auseinander. Dabei arbeitet sie mit unterschiedlichen Medien, oft performativ aber auch mit Schriften und in Bildern.
Bei den Maidan-Protesten 2013/2014 war sie aktiv und sprach 2018 auf der Tagung Maidan – An Unfinished Revolution der Evangelischen Akademie Tutzing zusammen mit Mykola Ridnyj und Wassyl Losynskyj über den Maidan in Künsten und Literatur.

## Preise
Einen Wettbewerb junger Kuratoren 2002 im Zentrum für zeitgenössische Kunst an der Nationalen Universität Kiew-Mohyla-Akademie gewann sie mit ihrer Installation Invitation to Australia, or a Museum of One Story. 2008 erhielt sie für ihren Beitrag zur Entwicklung der zeitgenössischen Kunst den Kazimir Malevich Artist Award, der sich an ukrainische Künstler unter 40 Jahren richtet.

## Ausstellungen
- 22. August bis 13. September 2008: Fresh Blood, Ausstellung mit Lada Nakonetschna, Galerie Diehl, Berlin
- 18. Mai bis 5. Juni 2011: You are at home of Vladimir Alevtina Suzi Penelopa, Ya Gallery Art Center, Kiew
- 27. September bis 15. November 2013: Places, Laureates of K. Malevich Award: The East of Culture – Another Dimensions, Ausstellung anlässlich der Verleihung des Kazimir Malevich Preises
- 28. Juni bis 31. Oktober 2014: Manifesta 10, Gruppenausstellung, Manifesta Foundation, St. Petersburg
- 29. Mai bis 16. August 2015: Love at the Edge, Gruppenausstellung, Galeria Arsenał, Białystok
- 21. Mai bis 2. Oktober 2016: Research Platform: Guilt, Gruppenausstellung, PinchukArtCentre, Kiew
- 25. Februar bis 7. Mai 2017: Post-Peace, Gruppenausstellung, Württembergischer Kunstverein Stuttgart
- 29. April bis 3. Juni 2017: Résonances (part II), Gruppenausstellung, Galerie Nadja Vilenne, Liège
- 28. April bis 25. Juni 2017: Urgent Conversations: Antwerp – Athens, Gruppenausstellung, Nationales Museum für Zeitgenössische Kunst, Athen
- 20. Mai bis 26. Juli 2017: Post-Peace, Gruppenausstellung, Galerie Nest, Den Haag
- 19. Januar bis 18. März 2018: I Am The Mouth, Gruppenausstellung, Museum für zeitgenössische Kunst Zagreb
- 6. April bis 24. Juni 2018: Permanent Revolution. Ukrainian Art Today, Gruppenausstellung, Ludwig Múzeum im Müpa Budapest
- 18. Juli bis 19. September 2021: Voicing the Silence, Gruppenausstellung, Apexart, New York Quelle
- 29. September bis 21. November 2021: See Me Moving Places, Gruppenausstellung, Museum für zeitgenössische Kunst Skopje
- 16. September 2021 bis 16. Januar 2022: Ukraina. Wzajemne spojrzenia (übers. Die Ukraine. Wechselseitige Blicke), Gruppenausstellung, Internationales Kulturzentrum Krakau[6]
- 22. September bis 27. Oktober 2022, Génération de femmes et de plantes, Ausstellung in der Ukrainischen Botschaft, Paris[7]
- 11. Januar bis 24. Februar 2025: 24-2=2022“, Ausstellung mit Renata Rara Kaminska, St. Matthäuskirche Berlin[8]

Neben wechselnden Ausstellungen ist die Künstlerin mit einer Serie von vier Zeichnungen aus dem Jahr 2015 mit dem Titel The Home in der Art Collection Telekom vertreten.